# Thomas Szasz
Dans le nom hongrois Szász Tamás István, le nom de famille précède le prénom, mais cet article utilise l’ordre habituel en français Tamás István Szász, où le prénom précède le nom.
 (septembre 2008).
Si vous disposez d'ouvrages ou d'articles de référence ou si vous connaissez des sites web de qualité traitant du thème abordé ici, merci de compléter l'article en donnant les références utiles à sa vérifiabilité et en les liant à la section « Notes et références ».
Thomas Stephen Szasz, né Tamás István Szász ([saːs]) le 15 avril 1920 à Budapest et mort le 8 septembre 2012  à Manlius dans l'État de New York, est un psychiatre et professeur émérite de psychiatrie hongrois à la SUNY Upstate Medical University à Syracuse.
Contestataire et critique de la morale et des fondations scientifiques de la psychiatrie, il exprime ses idées dans de nombreux ouvrages comme The Myth of Mental Illness (Le Mythe de la maladie mentale) publié en 1961 ou The Manufacture of Madness (Fabriquer la folie) publié en 1970. Thomas Szasz est l'un des penseurs de l'antipsychiatrie.
Sa lutte libertarienne se rapporte à la médecine en particulier et de manière plus générale à la primauté des relations contractuelles de toutes sortes entre individus majeurs. Cela l'amène à aborder d'autres thématiques comme la sexualité, les drogues ou le suicide.

## Biographie
Thomas Stephen Szasz nait le 15 avril 1920 à Budapest sous le nom de Tamás István Szász. Il est le deuxième enfant de l'avocat et homme d'affaires Julius Szasz et de Lily Wellisch. En 1938, la famille quitte la Hongrie pour fuir l'antisémitisme et s'installe à Cincinnati (Ohio), dans le Midwest des États-Unis. T. Szasz y poursuit des études et obtient son diplôme de sciences en 1941 et son doctorat de médecine en 1944. Après une période d'internat et de résidence, il se forme à la psychanalyse au Chicago Institute for Psychoanalysis et obtient son diplôme en 1950. Il devient alors membre de l’équipe de l'institut qu'il ne quitte qu'en 1956, après deux années de service militaire à l'hôpital naval de Bethesda (Maryland). Cette même année T. Szasz intègre l'université d'État de New York comme professeur de psychiatrie à l'Upstate Medical Center de Syracuse. Il y devient professeur émérite en 1990 et y enseigne avec passion jusqu'à la fin de sa vie. Il est également chercheur adjoint au Cato Institute de Washington D.C..
T. Szasz meurt le 8 septembre 2012 à Manlius dans l'État de New York, des suites d'une chute.

## Travaux et apports
Promoteur d'une certaine « antipsychiatrie », Thomas Szasz a été reconnu comme « L’homme qui a contraint la psychiatrie à admettre l’existence et l’importance des conflits moraux et éthiques ». Il publie son premier ouvrage en ce sens en 1961 : The Myth of Mental Illness (Le Mythe de la maladie mentale). L'auteur y remet en cause l'existence de la maladie mentale qui est « réduite au nom que donne une catégorie socioprofessionnelle, les psychiatres, à des comportements déviants pour justifier une pratique obscure et mal fondée qui n’a d’autre sens que de réduire les déviances ».
Dans la relativité du normal et du pathologique, il y a des niveaux de réalité dont le premier niveau est celui de la réalité physique objectale dite « objective » des êtres, faits et objets directement observables, quantifiables et mesurables par tous. Au deuxième niveau est la réalité psychique des significations et valeurs conférées à ces êtres, faits et objets de la réalité physique. Au troisième niveau est la réalité symbolique des croyances de la Religion et règles de conduite de la Morale qui oriente et délimite les significations et valeurs possibles de la réalité psychique imaginaire. L’autorité politique, étant le pouvoir sénatorial de l’auteur des lois, se fonde sur la réalité symbolique la Religion et la Morale. Une Théocratie se fonde sur la Religion seule, tandis que la Démocratie se fonde sur une Morale consensuelle.
C’est avec les pierres de la Religion et les briques de la Morale que se bâtissent les hôpitaux psychiatriques et les prisons où toute déviance est socialement et politiquement folie et félonie.
L’autorité politique des lois et règlements est mise en œuvre par l’exécutif des pouvoirs judiciaire et policier du potentas, ou pouvoir consulaire dans la Rome antique, et le podestas administratif des prisons et hôpitaux psychiatriques. Le pouvoir social immédiat de Marcel Mauss est le rejet, l’exclusion et le mépris de la communauté sociale.
À ces réalités, il y a aussi la « réalité bureaucratique » où est « réel » tout ce qui est inscrit sur des documents officiels. Dans le ciel calme et serein du début des années 1970, un rapport d’expérimentation publié dans la vénérable revue Science a éclaté comme une bombe.
Des étudiants « normaux » et parfaitement sains se sont portés volontaires pour cette expérimentation. Ils ont été présentés à un hôpital psychiatrique avec leur « dossier médical » mentionnant leur « maladie ». Pendant leur séjour, tout le monde les prenait vraiment pour « fous » avec des symptômes appropriés à leur « maladie officielle », sauf les « fous », bien entendu.
Dr Thomas S. Szasz a lancé une violente charge contre les vices de pensée et d’action en santé mentale, comme celle de Dr Anthony Wilden avec sa théorie des contextes en épistémologie, qui rendent douteuse la « scientificité » des modèles médicaux.

### Commission des citoyens pour les droits de l'homme et liens avec l'Église de scientologie
En 1969, Thomas Szasz cofonde la Commission des citoyens pour les droits de l'homme, en partenariat avec l'Église de Scientologie. L'objectif est de lutter contre les abus de la psychiatrie, plus particulièrement contre les hospitalisations contraintes. Cette alliance crée la polémique et entame sa crédibilité, y compris parmi ses soutiens habituels. En 2009, lors d'une interview accordée à Lynne Malcolm et diffusée par Radio Australie, il revient sur ce choix controversé. Il le justifie par une approche avant tout pragmatique : cette commission est la seule structure de l'époque qui est active dans l'aide aux personnes retenues contre leur gré dans les hôpitaux psychiatriques et qui dispose des moyens pour agir (financement, accès à des avocats, etc.). Cependant Thomas Szasz rappelle qu'il n'adhère pas plus aux croyances de la scientologie qu'à celles d'autres religions, puisqu'il se définit comme athée.

## Œuvre

### Articles
- (en) « The Myth of Mental Illness », American Psychologist, vol. 15, no 2,‎ février 1960, p. 113-118 (ISSN 0003-066X, lire en ligne)
- (en) « Who Killed Michael Jackson? », The Freeman: Ideas On Liberty, vol. 62, no 2,‎ march 2012, p. 33-34 (lire en ligne)

### Ouvrages
Les ouvrages sont présentés par date de publication originale croissante.
- Douleur et Plaisir : étude des sensations corporelles (Pain and Pleasure: A Study of Bodily Feelings), 1957
- Le Mythe de la maladie mentale (The Myth of Mental Illness: Foundations of a Theory of Personal Conduct), 1961
- La Loi, la Liberté et la Psychiatrie (Law, Liberty, and Psychiatry: An Inquiry into the Social Uses of Mental Health Practices), 1963
- L'Éthique de la psychanalyse (The Ethics of Psychoanalysis: The Theory and Method of Autonomous Psychotherapy), 1965
- Psychiatric Justice, 1965
- Fabriquer la folie (The Manufacture of Madness: A Comparative Study of the Inquisition and the Mental Health Movement), 1970
- Idéologie et Folie : essais sur la négation des valeurs humanistes dans la psychiatrie d'aujourd'hui (Ideology and Insanity: Essays on the Psychiatric Dehumanization of Man), 1970
- L'Âge de la folie (The Age of Madness: A History of Involuntary Mental Hospitalization Presented in Selected Texts), 1973
- Le Péché second (The Second Sin), 1973
- Les Rituels de la drogue : la persécution rituelle de la drogue et des drogués (Ceremonial Chemistry: The Ritual Persecution of Drugs, Addicts, and Pushers), 1974
- Hérésies (Heresies), 1976
- Karl Kraus et les docteurs de l'âme : Un pionnier et sa critique de la psychiatrie et de la psychanalyse (Karl Kraus and the Soul-Doctors: A Pioneer Critic and His Criticism of Psychiatry and Psychoanalysis), 1976
- La Schizophrénie : le symbole sacré de la psychiatrie (Schizophrenia: The Sacred Symbol of Psychiatry), 1976
- La Théologie de la médecine : fondements politiques et philosophiques de l'éthique médicale (The Theology of Medicine: The Political-Philosophical Foundations of Medical Ethics), 1977
- Psychiatric Slavery, 1977
- Le Mythe de la psychothérapie (The Myth of Psychotherapy: Mental Healing as Religion, Rhetoric, and Repression), 1978
- Sexe sur ordonnance (Sex by Prescription: The Startling Truth about Today's Sex Therapy), 1980
- The Therapeutic State: Psychiatry in the Mirror of Current Events, 1984
- Insanity: The Idea and Its Consequences, 1987
- The Untamed Tongue: A Dissenting Dictionary, 1990
- Notre droit aux drogues (Our Right to Drugs: The Case for a Free Market), 1992
- A Lexicon of Lunacy: Metaphoric Malady, Moral Responsibility, and Psychiatry, 1993
- Cruel Compassion: Psychiatric Control of Society's Unwanted, 1994
- The Meaning of Mind: Language, Morality, and Neuroscience, 1996
- Fatal Freedom: The Ethics and Politics of Suicide, 1999
- Pharmacratie : médecine et politique, l'État thérapeutique (Pharmacracy: Medicine and Politics in America), 2001
- Liberation by Oppression: A Comparative Study of Slavery and Psychiatry, 2002
- Words to the Wise: A Medical-Philosophical Dictionary, 2004
- Faith in Freedom: Libertarian Principles and Psychiatric Practices, 2004
- My Madness Saved Me: The Madness and Marriage of Virginia Woolf, 2006
- The Medicalization of Everyday Life: Selected Essays, 2007
- Coercion as Cure: A Critical History of Psychiatry, 2007
- Psychiatry: The Science of Lies, 2008
- Antipsychiatry: Quackery Squared, 2009
- Suicide Prohibition: The Shame of Medicine, 2011

## Récompenses et distinctions
Thomas S. Szasz est distingué par de nombreuses récompenses, au niveau national ou international. Il reçoit notamment, en 1973, le prix de l'humaniste de l'année de l'American Humanist Association, ou en 1998, le prix Rollo May de la Society for Humanistic Psychology, division de l'American Psychological Association.
Le Center for Independent Thought décerne par ailleurs chaque année, depuis 1991, le prix Thomas S. Szasz (Thomas S. Szasz Award for Outstanding Contributions to the Cause of Civil Liberties) à une personne ou une organisation, américaine ou étrangère, pour sa contribution exceptionnelle à la cause des libertés civiles.